# Young & Rubicam
Young & Rubicam (mot slutet kallat Y&R) var ett internationellt nätverk av reklambyråer. År 2018 slogs Young & Rubicam ihop med det yngre nätverket Valentine McCormick Ligibel och bildade VMLY&R.

## Historik
Young & Rubicam grundades 1923 av John Orr Young och Raymond Rubicam som en liten reklambyrå med ett kontor i Philadelphia. Några år senare, 1926, flyttade man till New York.
Under följande decennier utvecklades Young & Rubicam till ett internationellt nätverk av byråer. År 1979 blev Young & Rubicam världens största reklambyrånätverk genom köpet av Marsteller.
Under 1980-talet sjösattes två internationella samarbeten. Den första med japanska Dentsu hette Dentsu Young & Rubicam Inc. (DYR), den andra med franska Eurocom hette Havas Conseil-Marsteller. Dessa slogs ihop år 1987 under namnet HDM (Havas Dentsu Marsteller), men bröts upp i regionala delar år 1991.
År 2000 köptes nätverket av WPP plc. WPP ägde sedan tidigare andra reklamnätverk, J. Walter Thompson och Ogilvy & Mather, och blev genom köpet av Y&R världens största reklambyråföretag. De skulle under följande år även ta över Grey, Saatchi & Saatchi och Ted Bates och ett antal mindre byråer.

## Internationellt

### Sverige
Young & Rubicam etablerades i Sverige år 1969 genom köp av reklambyrån Tessab. Tessab var en avknoppning av J. Walter Thompsons svenska kontor från 1930-talet. Namnet ändrades 1969 till Young & Rubicam, Tessab. Redan 1972 blev namnet Young & Rubicam AB.
År 1989 köptes den fristående byrån Hall & Cederquist som slogs ihop med Young & Rubicams Stockholmskontor och blev Hall & Cederquist/Young & Rubicam AB, vanligen förkortat HCYR. Denna byrå fanns kvar fram till år 2004 när byrån lades ner efter några år av lönsamhet. Young & Rubicam började istället samarbeta med byrån Tank som fick namnet Tank/Y&R.

### Andra länder
- Danmark: Young & Rubicam etablerade sig i Köpenhamn på 1960-talet genom köp av Bern Hansen & Egeberg Reklamebureau, som blev dess danska kontor. År 2006 uppgick den danska verksamheten i Bates som bytte namn till Bates Y&R och blev nätverkets nya kontor i Danmark.
- Finland: År 1988 köpte Y&R en minoritetspost i Oy Mainos Taucher Reklam Ab, som blev Taucher Young & Rubicam.[6] Taucher gick i konkurs 1993.[7] Y&R etablerade då en ny byrå, Young & Rubicam Finland Oy.[8]
- Norge: Young & Rubicam etablerade sig i Norge 1969 genom köp av Holters Reklamebyrå A/S som blev Holter, Young & Rubicam A/S. År 1994 gick Young & Rubicam Norge hastigt i konkurs.